# 25 км (колійний пост, Придніпровська залізниця)
25 кіломе́тр — залізничний колійний пост Криворізької дирекції Придніпровської залізниці.
Розташований біля с. Галина Лозуватка, П'ятихатський район, Дніпропетровської області на лінії Савро — Саксагань між станціями Саксагань (24 км) та Савро (6 км).
Станом на лютий 2020 року щодня п'ять пар електропоїздів Тимкове/Кривий Ріг-Головний/Тимкове — П'ятихатки, проте не зупиняються.